# Lista de episódios especiais do Impact!
Esta é uma lista de episódios especiais da série de televisão de luta livre profissional Impact!, o principal programa de televisão da promoção americana Impact Wrestling. De 2013 a 2021, esses episódios especiais apresentavam pay-per-view em vez dos tradicionais eventos mensais de pay-per-view da promoção.

## Lista
| Título do Episódio                       | Data                       | Classificação | Nota |
| ---------------------------------------- | -------------------------- | ------------- | --- |
| Live Impact!                             | 27 de março de 2008        | 1.0           | Primeiro episódio do Impact! ao vivo. |
| Live HD Impact!                          | 23 de outubro de 2008      | 1.1           | Primeiro episódio em HD do Impact!. |
| Impact! 200                              | 30 de julho de 2009        | 1.3           | Episódio número 200 do Impact!. |
| Super Impact!                            | 15 de outubro de 2009      | 1.0           | Especial de 3 horas em preparação para o Bound for Glory. |
| New Years Knockout Eve                   | 31 de dezembro de 2009     | 0.6           | Especial de 4 horas com as Knockouts e o Top 3 das lutas em PPV de 2009 escolhidas pelos fãs. |
| Monday Night Impact!                     | 4 de janeiro de 2010       | 1.5           | Especial de 3 horas em uma segunda-feira a noite, no mesmo horário do Monday Night Raw. |
| The Whole F'n Show                       | 12 de agosto de 2010       | 1.15          | Um show estilo pay-per-view na TV aberta. |
| Before the Glory                         | 7 de outubro de 2010       | 1.3           | Especial ao vivo de 3 horas em preparação para o Bound for Glory. |
| Impact from London                       | 2 de fevereiro de 2012     | 1.2           | Episódio Especial do Impact Wrestling pela primeira vez em Londres, Inglaterra. |
| Impact! 400                              | 8 de março de 2012         | 1.03          | Episódio 400 do Impact Wrestling. |
| Impact Wrestling: Destination X          | 18 de julho de 2013        | 1.2           | Episódio especial do Impact Wrestling usado como um substituto para o Destination X. |
| Impact Wrestling: Hardcore Justice       | 15 de agosto de 2013       | 0.9           | Episódio especial do Impact Wrestling usado como um substituto para o Hardcore Justice. |
| Impact Wrestling: No Surrender           | 12 de setembro de 2013     | 1.08          | Episódio especial do Impact Wrestling usado como um substituto para o No Surrender. |
| Impact Wrestling: Turning Point          | 21 de novembro de 2013     | 0.94          | Episódio especial do Impact Wrestling usado como um substituto para o Turning Point. |
| Impact Wrestling: Final Resolution       | 15 de dezembro de 2013     | 1.06          | Episódio especial do Impact Wrestling usado como um substituto para o Final Resolution. |
| Impact Wrestling: Genesis                | 16 e 23 de janeiro de 2014 | 1.08 /1.21    | Episódio especial do Impact Wrestling usado como um substituto para o Genesis. |
| Impact from Scotland                     | 30 de janeiro de 2014      | 1.14          | Episódio especial do Impact Wrestling pela primeira vez ao vivo em Glasgow, na Escócia. |
| Champions Showcase                       | 10 de julho de 2014        | 1.02          | Episódio especial do Impact Wrestling onde o X Division, Knockouts e World Tag Team Championships foram defendidos. |
| Impact Wrestling: Destination X          | 31 de julho de 2014        | 1.02          | Episódio especial do Impact Wrestling usado como um substituto para o Destination X. |
| Impact Wrestling: Hardcore Justice       | 20 de agosto de 2014       | 0.65          | Episódio especial do Impact Wrestling usado como um substituto para o Hardcore Justice. |
| Impact Wrestling: No Surrender           | 17 de setembro de 2014     | 0.88          | Episódio especial do Impact Wrestling usado como um substituto para o No Surrender. |
| Impact Wrestling: Lockdown               | 6 de fevereiro de 2015     | 0.52          | Episódio especial do Impact Wrestling usado como um substituto para o Lockdown. |
| TKO: A Night of Knockouts                | 24 de abril de 2015        | 0.46          | Episódio especial apenas com as knockouts. |
| Impact Wrestling:Hardcore Justice (2015) | 1 de maio de 2015          | 0.52          | Episódio especial do Impact Wrestling usado como um substituto para o Hardcore Justice. |
| May Mayhem                               | 29 de maio de 2015         | TBA           | Episódio especial. |
| Impact Wrestling:Destination X (2015)    | 10 de junho de 2015        | TBA           | Episódio especial do Impact Wrestling usado como um substituto para o Destination X. |
| Bell to Bell                             | 1 de julho de 2015         | 267.000       | Episódio especial do Impact Wrestling onde foram defendido o TNA World Heavyweight Championship, TNA Knockouts Championship e o World Tag Team Championship.                                                                                |
| Impact Wrestling: No Surrender           | 5 de agosto de 2015        | 327.000       | Episódio especial do Impact Wrestling usado como um substituto para o No Surrender. |
| TNA vs GFW Supershow                     | 12 de agosto de 2015       | 270.000       | Episódio especial do Impact Wrestling estrelando estrelas da TNA e da Global Force Wrestling (GFW). |
| Impact Wrestling: Turning Point          | 19 de agosto de 2015       | 323.000       | Episódio especial do Impact Wrestling usado como um substituto para o Turning Point. |
| #WinnerTakeAll                           | 16 de setembro de 2015     | 258.000       | Episódio especial do Impact Wrestling onde times da TNA e GFW lutaram em uma luta Lethal Lockdown onde o time vencedor ficava com o controle da TNA.                                                                                        |
| Impact Wrestling 600th Episode           | 12 de janeiro de 2016      | 255.000       | Episódio número 600 do Impact Wrestling. |
| Impact Wrestling: Lockdown               | 23 de fevereiro de 2016    | 297.000       | Episódio especial do Impact Wrestling usado como um substituto para o Lockdown. |
| Revenge                                  | 5 de abril de 2016         | 272.000       | Episódio especial do Impact Wrestling. |
| Impact Wrestling: Sacrifice              | 26 de abril de 2016        | 332.000       | Episódio especial do Impact Wrestling usado como um substituto para o Sacrifice. |
| May Mayhem                               | 24 de maio de 2016         | 359.000       | Episódio especial do Impact Wrestling. |
| Gold Rush                                | 14 de junho de 2016        | 296.000       | Episódio especial do Impact Wrestling onde o TNA World Heavyweight Championship, o TNA Knockouts Championship, o TNA King of the Mountain Championship, o TNA X Division Championship e o TNA World Tag Team Championship foram defendidos. |
| The Final Deletion                       | 5 de julho de 2016         | 410.000       | Episódio especial do Impact Wrestling com a luta principal entre Jeff Hardy vs. Matt Hardy, o vencedor receberia os direitos do nome Hardy.                                                                                                 |
| Impact Wrestling: Destination X          | 12 de julho de 2016        | 358.000       | Episódio especial do Impact Wrestling usado como um substituto para o Destination X. |
| Ascencion to Hell                        | 18 de agosto de 2016       | 355.000       | Episódio especial do Impact Wrestling. |
| Impact Wrestling: Turning Point          | 25 de agosto de 2016       | 373.000       | Episódio especial do Impact Wrestling usado como um substituto para o Turning Point. |
| Delete or Decay                          | 8 de setembro de 2016      | 337.000       | Episódio especial do Impact Wrestling com a luta principal entre The Broken Hardys vs. Decay. |
| Road to Glory 2016                       | 29 de setembro de 2016     | 365.000       | Episódio especial do Impact Wrestling. |
| Thanksgiving Edition                     | 24 de novembro de 2016     | 165.000       | Episódio especial do Impact Wrestling. |
| Total Nonstop Deletion                   | 15 de dezembro de 2016     | 329.000       | Episódio especial do Impact Wrestling, gravado na casa de Matt Hardy. |
| Impact Wrestling: Genesis                | 26 de janeiro de 2017      |               | Episódio especial do Impact Wrestling usado como um substituto para o Genesis. |